# Lou Sullivan
Louis Graydon Sullivan (16 de junho de 1951 – 2 de março de 1991) foi um autor e ativista americano conhecido por seu trabalho em prol dos homens trans. Ele foi talvez o primeiro homem transgênero a se identificar publicamente como gay, e é em grande parte responsável pela compreensão moderna da orientação sexual e da identidade de gênero como conceitos distintos e não relacionados.
Sullivan foi pioneiro no movimento popular de mulher para homem (FTM) e foi fundamental para ajudar os indivíduos a obter apoio de pares, aconselhamento, serviços endocrinológicos e cirurgia reconstrutiva fora das clínicas de disforia de gênero. Ele fundou a FTM International, uma das primeiras organizações especificamente para indivíduos FTM, e seu ativismo e trabalho comunitário contribuíram significativamente para o rápido crescimento da comunidade FTM durante o final da década de 1980.

## Juventude
Sullivan cresceu em Milwaukee, Wisconsin. Sullivan nasceu como terceiro filho de seis filhos em uma família católica muito religiosa e frequentou a escola primária e secundária católica. Sullivan começou a manter um diário aos 10 anos de idade, descrevendo seus pensamentos de infância sobre ser um menino, confundindo a adolescência, fantasias sexuais de ser um homem gay e seu envolvimento na cena musical de Milwaukee. Durante sua adolescência, ele expressou confusão contínua sobre sua identidade, escrevendo aos 15 anos em 1966 que "Quero parecer o que sou, mas não sei como é a aparência de alguém como eu. Quero dizer, quando as pessoas olham para mim, quero que pensem - existe uma daquelas pessoas [...] que tem sua própria interpretação de felicidade. Isso é o que eu sou."
Sullivan sentiu-se atraído pela ideia de desempenhar diferentes papéis de gênero, e a sua atração por papéis masculinos foi delineada nos seus escritos, especificamente nos seus contos, poemas e diários; ele frequentemente explorou as ideias da homossexualidade masculina e da identidade de gênero. Aos dezessete anos ele começou um relacionamento com um amante masculino que se autodenominava "feminino", e juntos eles brincariam com os papéis de gênero e a flexão de gênero.

## Transição e idade adulta
Em 1973, Sullivan se identificou como uma "travesti feminina" e em 1975 se identificou como um "transexual de mulher para homem". Em 1975, "tornou-se aparente" que Sullivan precisava deixar Milwaukee para algum lugar onde pudesse encontrar "mais compreensão" e acessar hormônios para sua transição, então ele decidiu se mudar para São Francisco. Sua família apoiou a mudança e deu-lhe "um belo terno de homem e o relógio de bolso de [seu] avô" como presentes de despedida.
Ao chegar a São Francisco, Sullivan começou a trabalhar na Wilson Sporting Good Company, onde trabalhava como mulher, mas se travestia de homem na maior parte do tempo. Em sua vida pessoal, Sullivan viveu como um homem gay assumido, mas lhe foi repetidamente negada a cirurgia de redesignação sexual (SRS) por causa de sua orientação sexual e da expectativa do tempo em que as pessoas trans deveriam adotar papéis heterossexuais estereotipados de gênero do sexo oposto. Esta rejeição levou Sullivan a iniciar uma campanha para retirar a homossexualidade da lista de contra-indicações para SRS.
Em 1976, Sullivan sofreu uma grave crise de identidade de gênero e continuou a viver como uma mulher heterossexual feminina durante os três anos seguintes. Em 1978, ficou abalado com a morte do irmão mais novo. Em 1979, Sullivan finalmente conseguiu encontrar médicos e terapeutas que aceitassem sua sexualidade e começou a tomar testosterona, com uma cirurgia de mastectomia dupla um ano depois. Ele então deixou seu emprego anterior para trabalhar como técnico de engenharia na Atlantic-Ritchfield Company para que pudesse abraçar totalmente sua nova identidade como homem com novos colegas de trabalho.
Em 1986, Sullivan obteve uma cirurgia de reconstrução genital. Ele foi diagnosticado como HIV positivo logo após a cirurgia e o disseram que teria apenas 10 meses de vida. É provável que Sullivan tenha sido infectado pelo HIV em 1980, logo após sua cirurgia no peito. Ele escreveu: "Tive um certo prazer em informar a clínica de gênero que, embora o programa deles me dissesse que eu não poderia viver como um homem gay, parece que vou morrer como um." Sullivan morreu de complicações relacionadas à AIDS em 2 de março de 1991.
Sullivan manteve um diário ao longo de sua vida: trechos selecionados foram lançados em 2019 como We Both Laughed in Pleasure.

## Ativismo e contribuições da comunidade
Sullivan escreveu o FTM Newsletter, um dos primeiros guias para homens trans, e também uma biografia do FTM Jack Bee Garland de São Francisco. Sullivan foi fundamental para demonstrar a existência de homens trans que se sentiam atraídos por homens. Lou Sullivan começou o aconselhamento de pares através do Janus Information Facility, que era uma organização que fornecia questões sobre transgêneros. Ele também é creditado por ser o primeiro a discutir o erotismo das roupas masculinas.

### Editor doThe Gateway
Sullivan era ativo na organização Golden Gate Girls/Guys (mais tarde chamada de Gateway Gender Alliance), uma das primeiras organizações sociais/educacionais para pessoas trans que ofereceram apoio a transexuais FTM e, de fato, fez uma petição com sucesso para adicionar "Guys" ao seu nome. De julho de 1979 a outubro de 1980, Sullivan editou The Gateway, um boletim informativo com "notícias e informações sobre travestismo e transexualismo" que foi distribuído pelas Golden Gate Girls/Guys. Originalmente, concentrava-se principalmente nas necessidades dos leitores de MTF e travestis e era lido "como um jornal de cidade pequena", mas sob a edição de Sullivan ganhou mais paridade de gênero entre as questões de MTF e FTM. De acordo com Megan Rohrer, Sullivan "transformou o Gateway de uma forma que mudaria para sempre a orientação do FTM" porque as pessoas trans ainda poderiam obter informações sobre como passar sem ter que comparecer pessoalmente às reuniões do grupo.

### Sociedade Histórica LGBT
Sullivan foi membro fundador e membro do conselho da GLBT Historical Society (anteriormente Gay and Lesbian Historical Society) em São Francisco. Seus documentos pessoais e ativistas estão preservados no arquivo da instituição como coleção nº. 1991–07; os artigos são totalmente processados e disponíveis para uso pelos pesquisadores, e um auxílio para localização é publicado no Online Archive of California. A Sociedade Histórica exibiu materiais selecionados dos artigos de Sullivan em uma série de exposições, notadamente "Man-i-fest: FTM Mentoring in San Francisco from 1976 to 2009", que esteve aberta durante grande parte de 2010 no segunda galeria na sede da sociedade em 657 Mission St. em São Francisco, e "Nosso vasto passado queer: celebrando a história GLBT de São Francisco", a exposição de estreia na galeria principal do Museu de História GLBT da sociedade, inaugurada em janeiro de 2011 em Castro, São Francisco.

### Fazendo lobby pelo reconhecimento de homens trans gays
Lou era um escritor e capaz de defender o que considerava verdade. Ele era um homem transexual gay, antes mesmo de isso ser permitido ou reconhecido. Ele também é a pessoa que ajudou a mudar isso, e agora – ser gay não é mais um problema se você quiser iniciar a transição.

-Max Wolf Valerio
Sullivan pressionou a Associação Americana de Psiquiatria e a World Professional Association for Transgender Health para que reconhecessem sua existência como um homem trans gay. Ele estava determinado não só a mudar as atitudes das pessoas em relação aos homens trans gays, mas também a mudar o processo médico de transição, removendo a orientação sexual dos critérios de transtorno de identidade de gênero, para que os homens trans gays também pudessem ter acesso a hormônios e cirurgia, essencialmente tornando o processo "indiferente à orientação".

## Honras
Em junho de 2019, Sullivan foi um dos primeiros cinquenta "pioneiros, pioneiros e heróis" americanos introduzidos no National LGBTQ Wall of Honor no Stonewall National Monument (SNM) no Stonewall Inn de Nova Iorque. O SNM é o primeiro monumento nacional dos EUA dedicado aos direitos e à história LGBTQ, e a inauguração do muro foi programada para ocorrer durante o 50º aniversário dos motins de Stonewall.
Em agosto de 2019, Sullivan foi um dos homenageados no Rainbow Honor Walk, uma caminhada da fama no bairro de Castro, em São Francisco, que homenageia pessoas LGBTQ que "fizeram contribuições significativas em suas áreas".

## Obras
- "A Transvestite Answers a Feminist" in Gay People's Union News (1973)
- "Looking Towards Transvestite Liberation" in Gay People's Union News (1974)
- Female to Male Cross Dresser and Transsexual (1980)
- Information for the Female to Male Cross Dresser and Transsexual (1990)
- From Female To Male: The Life of Jack Bee Garland (1990)
- We Both Laughed in Pleasure: The Selected Diaries of Lou Sullivan 1961-1991. (2019). Editado por Ellis Martin e Zach Ozma